# Hola, adiós y todo lo que pasó
Hola, adiós y todo lo que pasó (en inglés, Hello, Goodbye, and Everything In Between) es una película de drama romántico estadounidense de 2022 dirigida por Michael Lewen, en su debut como director, a partir de un guion de Ben York Jones y Amy Reed. Se basa en la novela homónima de Jennifer E. Smith. Está protagonizada por Talia Ryder, Jordan Fisher y Ayo Edebiri. La película fue estrenada el 6 de julio de 2022 por Netflix.

## Reparto
- Jordan Fisher como Aidan
- Talia Ryder como Clare
- Ayo Edebiri como Stella
- Nico Hiraga como Scotty
- Jennifer Robertson como Nancy
- Eva Day como Riley
- Julia Benson como Claudia
- Dalias Blake como Rick
- Patrick Sabongui como Steve
- Sarah Grey como Collette
- Djouliet Amara como Tess

## Producción
En septiembre de 2020, Talia Ryder y Jordan Fisher se unieron al elenco de la película, con Michael Lewen listo para hacer su debut como director, a partir de un guion de Ben York Jones y Amy Reed, basado en la novela del mismo nombre de Jennifer E. Smith, con Fisher listo para servir como productor ejecutivo. En octubre de 2020, Ayo Edebiri, Nico Hiraga, Jennifer Robertson, Patrick Sabongui, Eva Day, Julia Benson, Dalias Blake, Sarah Grey y Djouliet Amara se unieron al elenco de la película. La fotografía principal comenzó en octubre de 2020.

## Recepción
En el sitio web del agregador de reseñas Rotten Tomatoes, el 29% de las 21 reseñas de los críticos son positivas, con una calificación promedio de 4.9/10. En Metacritic, la película tiene un puntaje promedio ponderado de 54 sobre 100 basado en 9 críticas, lo que indica "críticas mixtas o promedio".